# Marée rouge
Une marée rouge est un type d'efflorescence algale ayant pour origine une prolifération relativement rapide de la concentration de dinoflagellés, des micro-organismes souvent assimilées aux microalgues et regroupées dans le phytoplancton, dans une étendue d'eau quelconque. Cette pullulation se traduit généralement par une coloration de l'eau en rouge ou en brun et elle est due aux pigments photosynthétiques dominants des cellules algales concernées (notamment la péridinine). La principale différence avec une marée verte est que pour cette dernière le bloom est dû aux ulves et à des espèces proches, des macroalgues vertes dotées d'un nématothalle (les dinoflagellés ont eux un archéthalle).
Ce phénomène est complètement naturel et se produit lorsque la température, les périodes d'ensoleillement et les courants marins sont propices. Plus de 300 espèces sont à l'origine des marées rouges et au moins 80 sont toxiques : Karenia brevis, Noctiluca scintillans ou encore Alexandrium excavatum. Les biotoxines concernées sont les dinotoxines et peuvent être absorbées par des mollusques filtreurs qui risquent d'intoxiquer d'autres organismes. Karenia brevis par exemple sécrète des brévétoxines responsables de la NSP (en), pouvant provoquer une importante mortalité des Lamantins des Caraïbes (Trichechus manatus) dans le golfe du Mexique. Un bloom semble à l'origine de la première des dix plaies d'Égypte : « Toutes les eaux du Fleuve se changèrent en sang. Les poissons du Fleuve crevèrent ; et le Fleuve s'empuantit, et les Égyptiens ne purent plus boire l'eau du Fleuve. » (Exode 7, 20–21).
En octobre 2020, dans la baie d'Avatcha, sur la côte Pacifique russe, une prolifération de Karenia selliformis tue 95% de la faune benthique,.

Exemples de marées rouges :
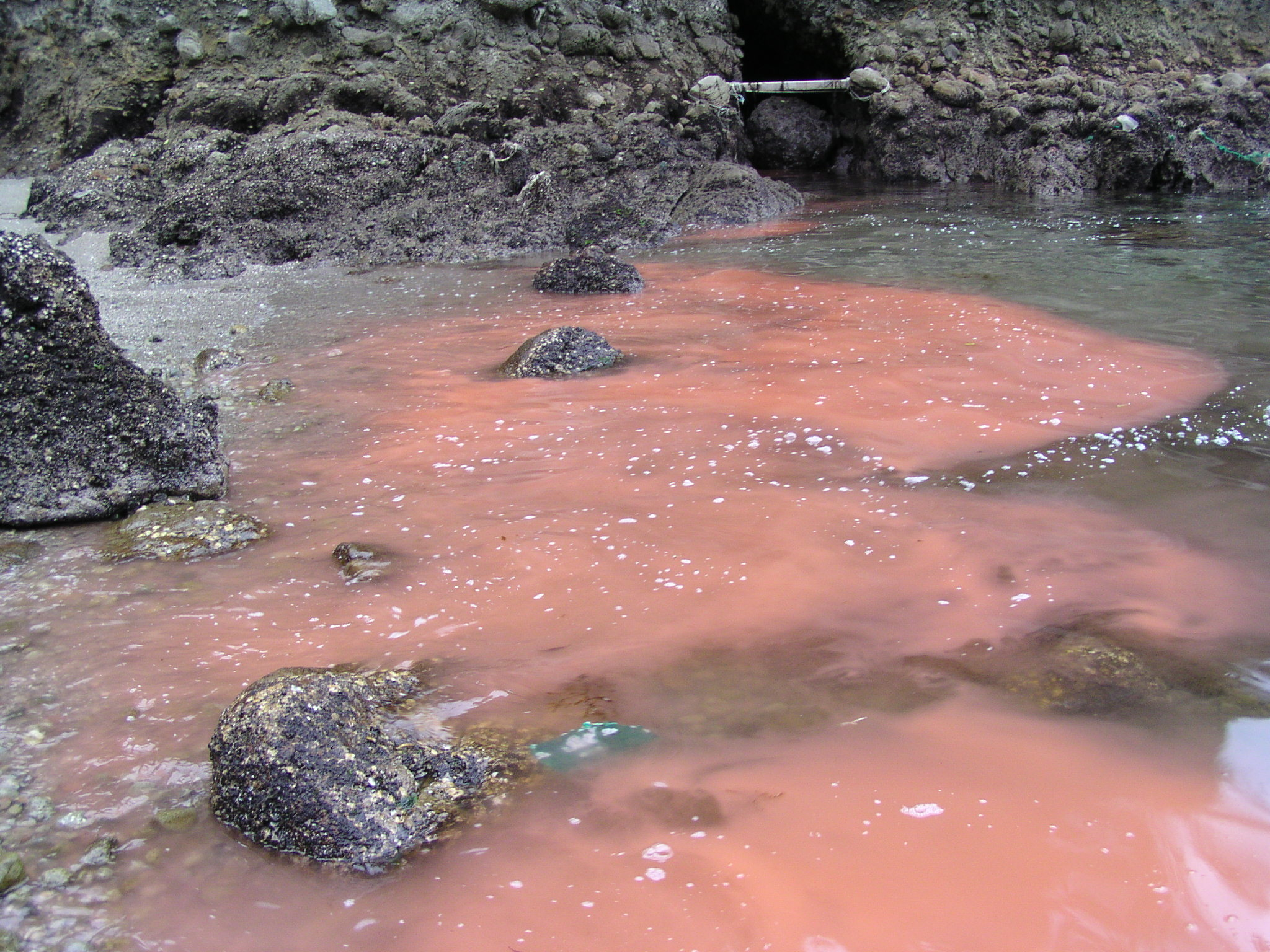
Bloom de Noctiluca sp. à Isahaya, au Japon.
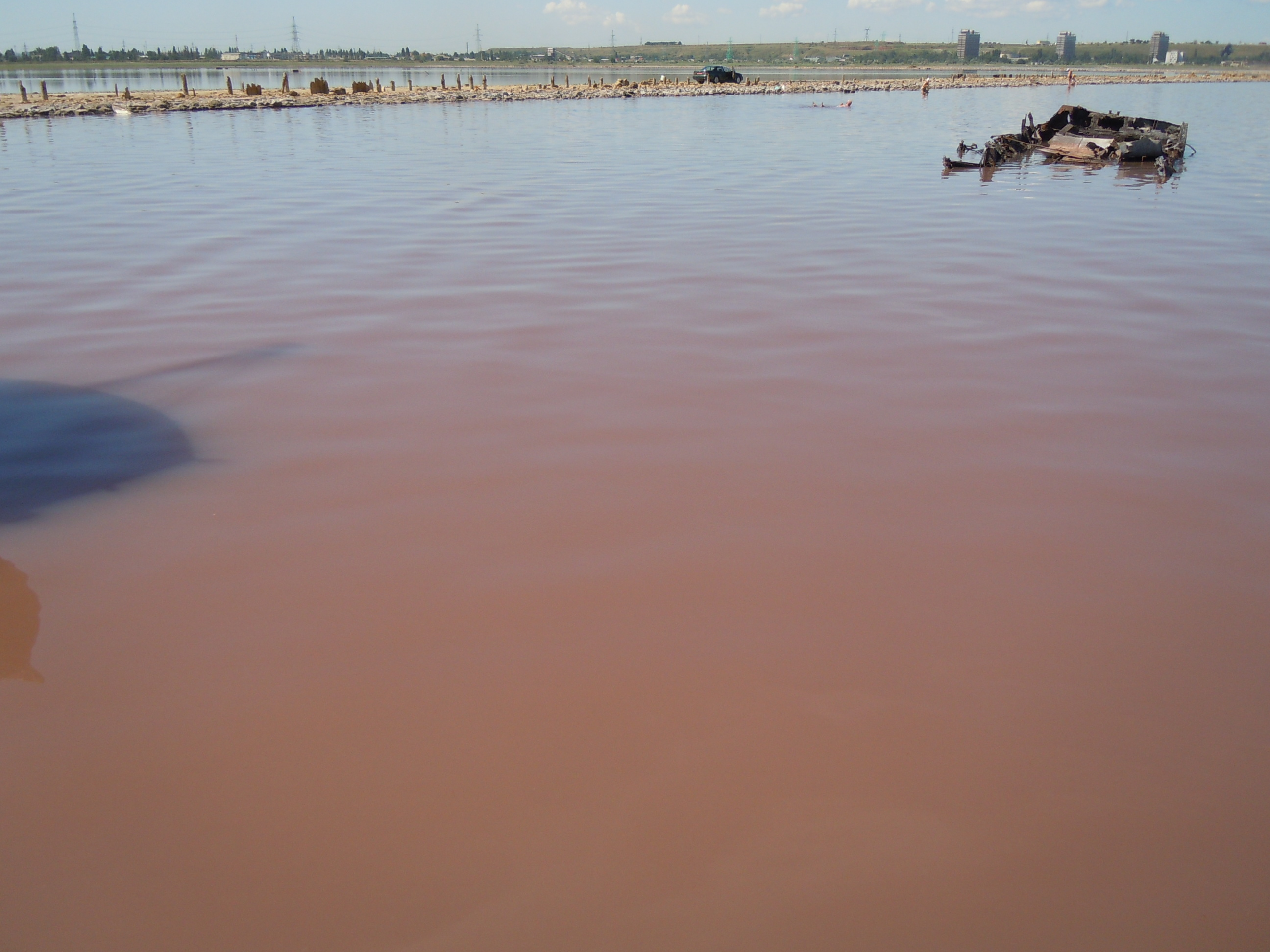
Bloom de Dunaliella salina à l'estuaire de Kuyalnik (en), en Crimée.
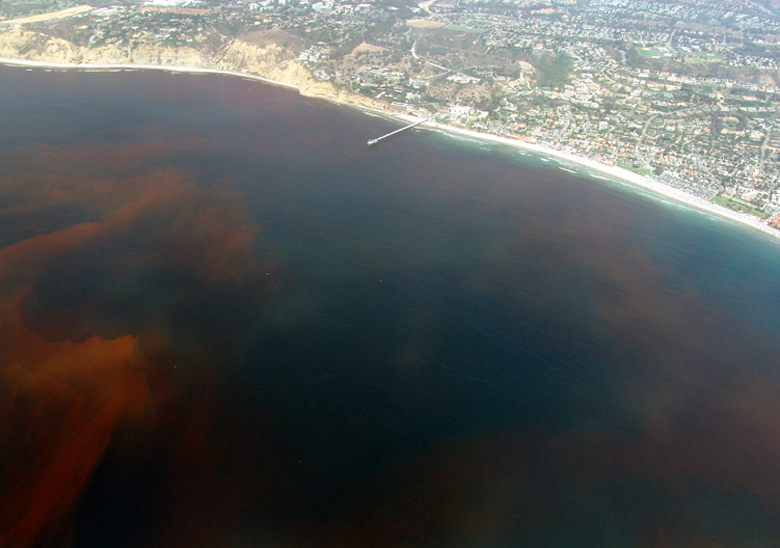
Bloom de dinoflagellés à La Jolla, aux États-Unis.

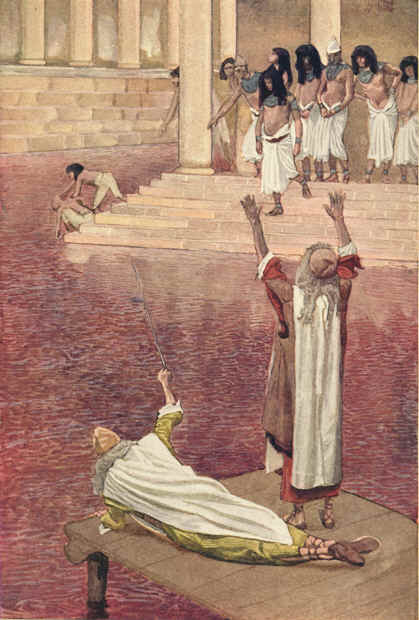
Eaux du fleuve changées en sang, gouache de James Tissot, vers 1895-1900.